# 85. Sinfonie (Haydn)
Die Sinfonie Nr. 85 B-Dur komponierte Joseph Haydn um das Jahr 1785 für eine Pariser Konzertreihe. Sie trägt den nicht von Haydn stammenden Beinamen „La Reine“ (Die Königin), der sich auf die französische Königin Marie-Antoinette bezieht.

## Allgemeines

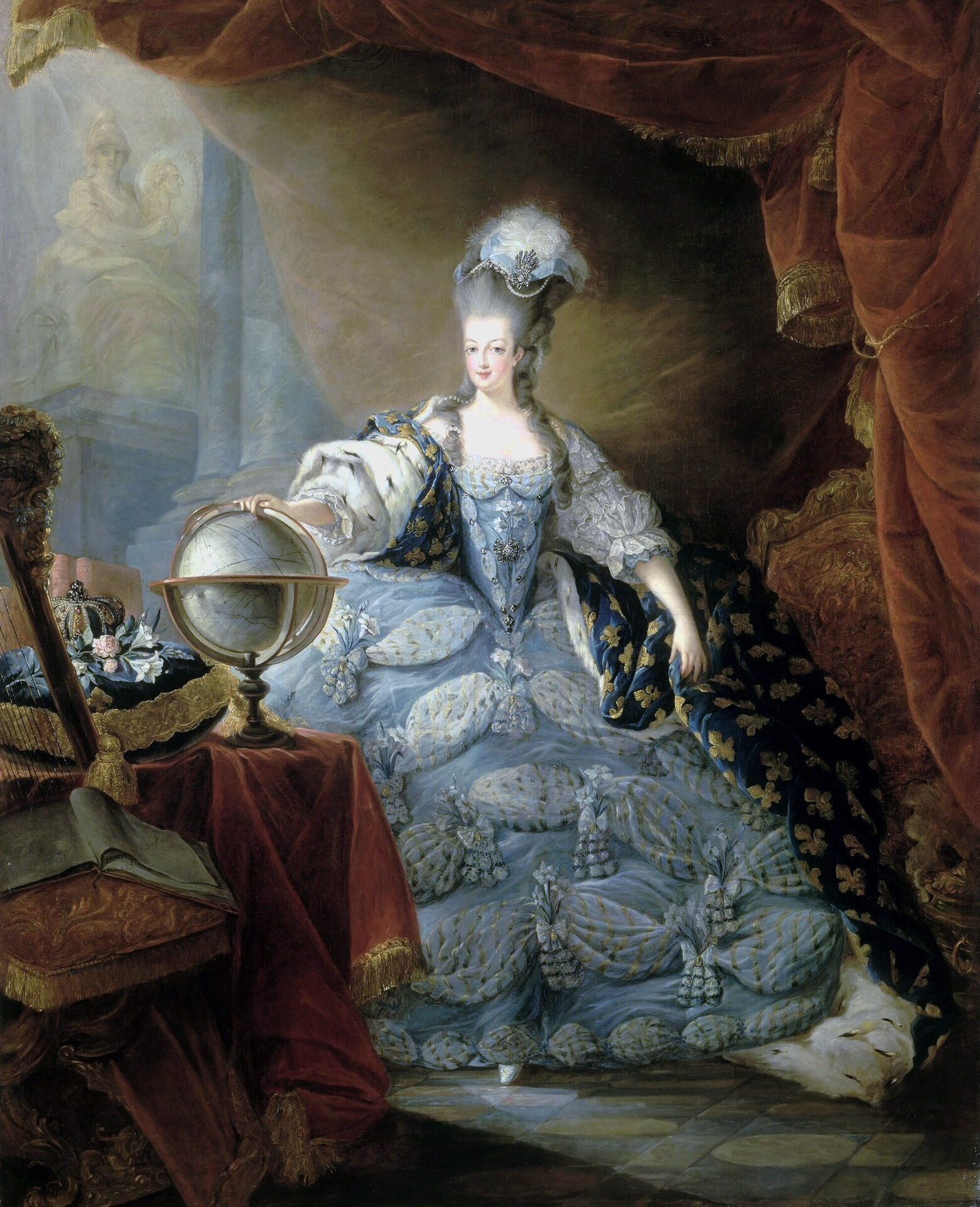
Die französische Königin Marie-Antoinette

Die Sinfonie Nr. 85 gehört zusammen mit den Sinfonien Nr. 82 bis 87 zu den sogenannten „Pariser Sinfonien“. Es handelt sich um Auftragskompositionen für das Pariser „Le Concert de la Loge Olympique.“ Das Werk entstand vermutlich 1785.
Der Beiname „La Reine“ (Die Königin) basiert wahrscheinlich auf dem Untertitel „La Reine de France“ in der Erstausgabe des Werkes vom Verleger Imbault. Ursprung des Titels ist vermutlich, dass die französische Königin Marie-Antoinette Protektorin der Konzertreihe der „Loge Olympique“ war (und) oder darauf, dass sie die Sinfonie besonders geschätzt haben soll.
Bernard Harrison hebt die originelle Behandlung formaler Konventionen von Satzstrukturen im ersten und vierten Satz hervor, die in den Mittelsätzen durch Betonung von „Anmut und Farbe“ ausbalanciert werde.

## Zur Musik
Besetzung: Flöte, zwei Oboen, zwei Fagotte, zwei Hörner, zwei Violinen, Viola, Cello, Kontrabass und ggf. Cembalo. Über die Beteiligung eines Cembalo-Continuos in Haydns Sinfonien bestehen unterschiedliche Auffassungen.
Aufführungszeit: ca. 20–25 Minuten (je nach Einhalten der vorgeschriebenen Wiederholungen).
Bei den hier benutzten Begriffen der Sonatensatzform ist zu berücksichtigen, dass dieses Schema in der ersten Hälfte des 19. Jahrhunderts entworfen wurde (siehe dort) und von daher nur mit Einschränkungen auf die Sinfonie Nr. 85 übertragen werden kann. – Die hier vorgenommene Beschreibung und Gliederung der Sätze ist als Vorschlag zu verstehen. Je nach Standpunkt sind auch andere Abgrenzungen und Deutungen möglich.

### Erster Satz: Adagio – Vivace
Adagio: B-Dur, 2/2-Takt (alla breve), Takt 1–11
Die Einleitung, die durchweg im Fortissimo gehalten ist und an der sich das ganze Orchester beteiligt, weist mit den fanfarenartigen Akkorden und den punktiert-schreitenden Rhythmen typische Elemente der barocken französischen Ouvertüre auf. Die punktierten Rhythmen werden, von Pausen unterbrochen, im Wechsel mit den Akkorden zunächst unisono gespielt, dann über fließend-durchgehender Achtelbegleitung und mit aufsteigenden virtuosen Tonleiterläufen. Mit einer Fermate auf der Dominante F-Dur kommt die Bewegung zur Ruhe.
Vivace: B-Dur, 3/4-Takt, Takt 12–276

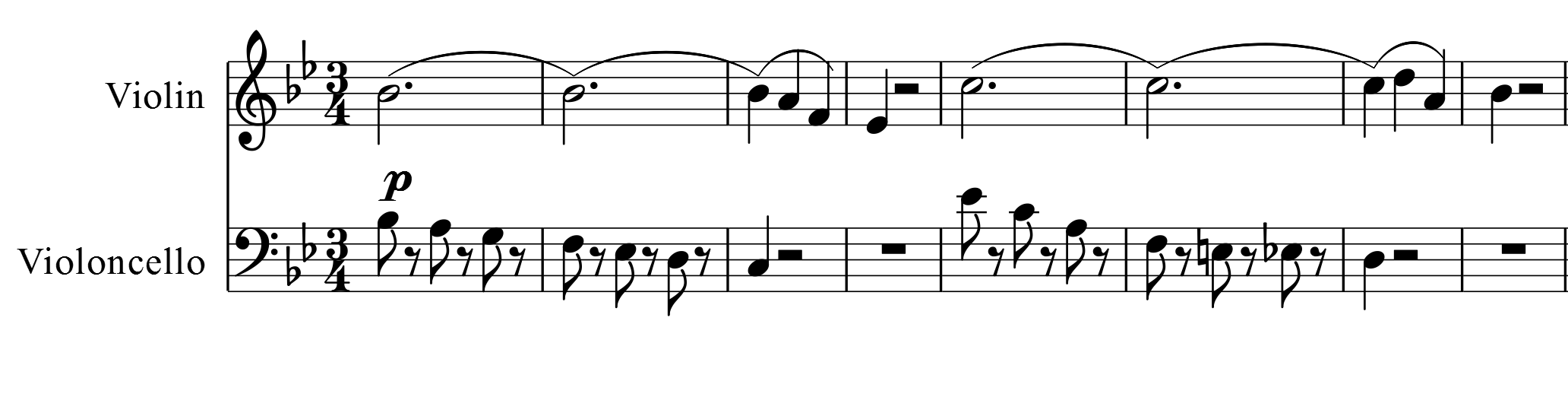
Beginn des Vivace

Der Satzanfang kontrastiert stark zur majestätischen Einleitung: Die Streicher spielen piano ein aus drei viertaktigen Phrasen bestehendes, ruhig-sangliches Thema. Jede Phrase ist aus absteigender Basslinie unter Liegeton der Oberstimmen und beantwortender, schließender Wendung in den Oberstimmen aufgebaut. In Takt 23 setzt forte das ganze Orchester (Tutti) mit einem Motiv ein, das aus Tonleiterlauf aufwärts (erinnert an den Lauf aufwärts der Einleitung) und gebrochenem Akkord abwärts (erinnert an die absteigende Linie im Bass vom Anfangsthema) besteht. Beide Bestandteile dieses „Überleitungs-Motivs“ werden unisono und staccato gespielt. Das Thema vom Satzanfang wird dann piano wiederholt, wobei die Bläser in die Pausen zwischen den Phrasen pochende Einwürfe geben. In Takt 42 setzt das Tutti erneut mit dem Überleitungsmotiv ein. Es wird nun im rasanten Tremolo fortgesponnen und erscheint sowohl im Bass als auch in den Oberstimmen. In Takt 60/61 ist die Doppeldominante C-Dur erreicht, die mit vier Akkordschlägen bekräftigt wird.
Anstelle des zu erwartenden zweiten Themas in der Dominante F-Dur setzt überraschenderweise fortissimo eine Passage in f-Moll ein, die auffällige Ähnlichkeiten zum ersten Satz der Sinfonie Nr. 45 von 1772 aufweist. Diese wurde im April 1784 in Paris beim letzten Konzert der Reihe „Concert spirituel“ aufgeführt. Bereits im ersten Satz der Sinfonie Nr. 60 von 1774 hatte Haydn dieses Zitat verwendet. Es ist aber nicht ganz sicher, ob es sich bei Nr. 85 um ein absichtliches Zitat oder um eine zufällige Übereinstimmung handelt: Im Falle eines Zitats ist dieses geschickt eingebaut, da es sich aus den absteigenden Achteln des Hauptthemas sowie dem absteigenden Akkord vom Überleitungsmotiv ableitet und somit „zwingend auf der Ebene der thematischen Arbeit, überraschend als Zitat“ erscheint bzw. „doppeldeutig ist, als die Passage motivisch nicht als Zitat wirkt“. Das Überleitungsmotiv führt dann zu einer Variante des Hauptthemas, bei dem die 1. Oboe die Rolle der Oberstimme übernimmt. Hierbei wechselt Haydn auch zur Dominante F-Dur. Eine chromatische Fortführung leitet über zur lebhaften, „aus Spielfiguren zusammengesetzte(n)“ Schlussgruppe (ab Takt 96, F-Dur), die nach Vorschlags-Tonrepetitionen Tremolofiguren mit charakteristischem Akzent im Bass bringt. Die Exposition wird wiederholt.
Die Durchführung beginnt Haydn mit zwei harmonischen Rückungen: Ausgehend vom F-Dur der Schlussgruppe führen vier Akkordschläge abrupt nach D-Dur. Unmittelbar darauf setzt das Motiv der Abschiedssinfonie ausgehend von Es-Dur ein. Durch die Synkopen in den Violinen erinnert es hier noch mehr an den Satzanfang der Sinfonie von 1772. Das Motiv wird durch verschiedene Tonarten geführt, ehe die Passage in Takt 133 wieder nach Es-Dur führt. Nun folgt – ausgehend von As-Dur – die Verarbeitung des Materials vom Hauptthema durch klangliche Verdünnung bis auf die Achtelfolge (die Bassfigur vom Satzanfang), Molltrübungen und thematische Verdichtung. Ab Takt 181 wird das Akzent-Motiv der Schlussgruppe verarbeitet. Über das Überleitungsmotiv in D-Dur und eine chromatische Passage wird die Reprise erreicht.
Die Reprise (ab Takt 212) ist gegenüber der Exposition verkürzt (die Überleitung vom ersten zum zweiten Auftritt des Hauptthemas ist reduziert, das Motiv der Abschiedssinfonie fehlt), die Schlussgruppe ist jedoch etwas ausgeweitet. Durchführung und Reprise werden wiederholt.

„In diesem Satz findet sich keine einzige Note, die nicht als Ableitung oder Variante des in der langsamen Einleitung und dem Thema exponierten Materials erklärbar wäre. (…) Es ist dies Musik, die der Anstrengung des Verstehens bedarf und gerade dadurch unterhält.“

### Zweiter Satz: Romance. Allegretto
Es-Dur, 2/2-Takt (alla breve), 126 Takte

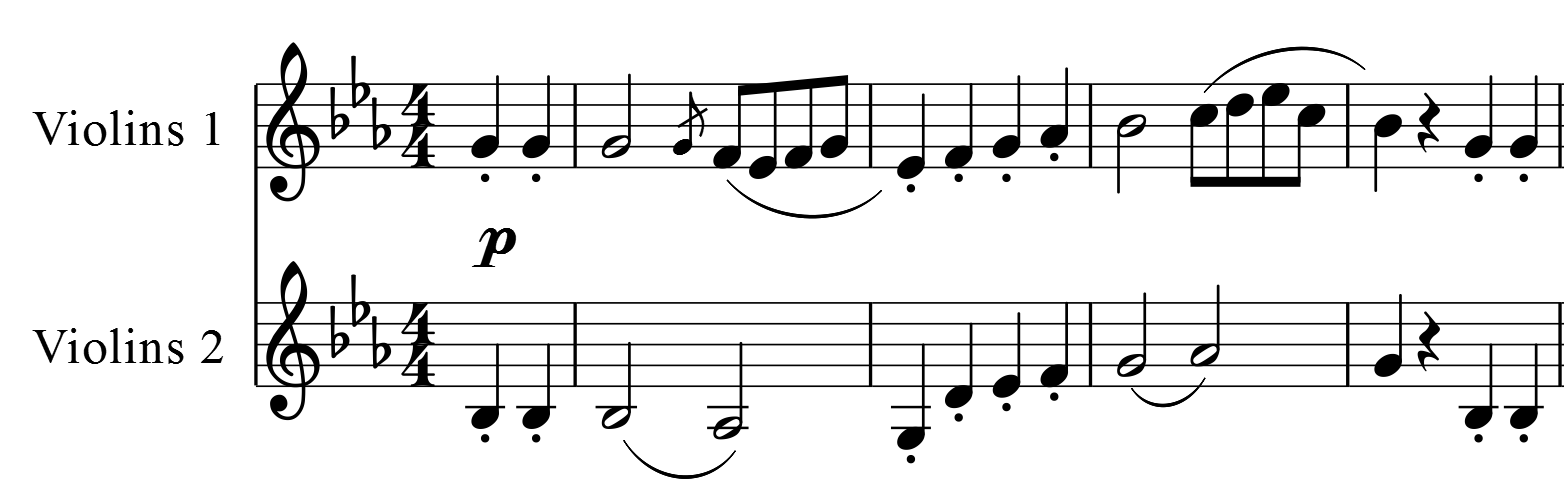
Beginn des Allegretto

Die auf den Haydn-Forscher Carl Ferdinand Pohl zurückgehende Auffassung, das Hauptthema des Satzes basiere auf dem französischen Volkslied „La gentille et jeune Lisette“ (die anmutige und junge Lisette), wird heute als unzutreffend abgelehnt. Das Notenblatt aus dem Archiv des Verlags Breitkopf & Härtel, auf das sich Pohl beruft, ist wahrscheinlich eher eine nachträgliche Textierung des Sinfoniesatzes. Das Thema wird vier Variationen unterzogen. Der Ton des Satzes „ist gesellschaftlich-verbindlich fast bis zum Unpersönlichen.“
- Die Streicher stellen piano das auftaktige Hauptthema vor (Takt 1–22). Wie auch in anderen Variationssätzen, ist der Abschnitt des Hauptthemas nach der Struktur a-b-a aufgebaut, wobei der a-Teil und der b-a-Teil wiederholt werden. Der a-Teil (das Thema im engeren Sinne) ist achttaktig, der b-Teil (eine Fortführung des Themas) sechstaktig. Der b-Teil wird nur von den beiden Violinen vorgetragen.
- Die Variation 1 (Es-Dur, Takt 22–44) ist durch einen Wechsel von Piano-Passagen, in der das Thema weitgehend unverändert erscheint (mit Begleitung von Flöte bzw. Horn), und rhythmisierten Forte-Passagen des ganzen Orchesters gekennzeichnet. Je nach Standpunkt kann man in diesem Kontrast zwischen graziös und pompös einen Bezug zum ersten Satz sehen.[2]
- Die Variation 2 (Es-Moll, Takt 44–64) ist nur für Streicher im Piano gehalten. Die 1. Violine spielt zu Beginn der Hauptmelodie eine gegenstimmenartige, aufsteigende Begleitfigur. Der Mittelteil wechselt vorübergehend nach Ges-Dur. Um vom Es-Moll am Ende des zweiten Abschnitts zum Es-Dur der nächsten Variation zu gelangen, hat Haydn eine Überleitung eingefügt (Takt 64–72).
- In der Variation 3 (Takt 72–94, Es-Dur) spielen die Streicher das Thema weitgehend unverändert, begleitet von gegenstimmenartigen Achtelfigurationen und vogelstimmenartigen Vorschlags-Einwürfen der Flöte.
- Die Variation 4 (Es-Dur, Takt 94–116) mit solistischem Fagott zerlegt das Thema in eine fortlaufende, teilweise chromatische Achtelbewegung.
- Haydn beendet den Satz mit einer kurzen Coda, die auf dem Themenkopf mit dem klopfenden Auftakt basiert. Dabei tritt auch die gegenstimmenartige Begleitfigur von Variation 2 kurz auf. Der Satz verhaucht im Pianissimo.

In der älteren Literatur wird teilweise ausgeführt, Haydn habe das Hauptthema auch in einem früheren Leier-Konzert und im zweiten Satz der Sinfonie Nr. 100 benutzt. Außer dem Rhythmus am Satzanfang besteht zwischen den Themen jedoch keine Ähnlichkeit. Das Thema des Satzes steht auch unter den slawischen Melodien des kroatischen Musikethnologen Franjo Zaver Kuhav.

### Dritter Satz: Menuetto. Allegretto
B-Dur, 3/4-Takt, mit Trio 78 Takte
Im ersten, achttaktigen Teil spielt das ganze Orchester forte und überwiegend unisono das tänzerisch-kraftvolle Thema, das durch seinen aufsteigenden Dreiklang, gleichmäßige Viertelbewegung und punktierte
(lombardische) Vorschlags-Rhythmen gekennzeichnet ist. Der zweite Teil verarbeitet zunächst in einer weiteren, achttaktigen Streicherpassage piano die Elemente vom Thema (Dreiklang und Vorschlag), ehe reprisenartig der erste Teil wiederholt wird. An diese wiederum acht Takte hat Haydn eine Coda gesetzt, die die Elemente des Themas nochmals aufgreift. Mit 14 Takten ist die Coda mit ihrem „pastoralen Oboensolo“ ungewöhnlich ausgedehnt (als Gruppen ergeben sich 8 + 8 + 8 + 14 Takte).
Das Trio steht ebenfalls in B-Dur. Im ersten Teil tragen Fagott und 1. Violine über Streicherbegleitung im Pizzicato eine Ländlermelodie vor. Zu Beginn des zweiten Teils „wird das Kopfmotiv schrittweise auf eine Kadenzfigur reduziert, dann haken sich die Holzbläser nacheinander zu einem Orgelpunkt der Hörner an dieser Figur fest, dann gerät der ganze Satz ins Stocken, und erst die Wiederkehr des Ländlers stellt die Ordnung wieder her – wobei der Eintritt nach der ratlosen Generalpause von exquisiter Komik ist.“ Durch den lang ausgehaltenen Orgelpunkt auf der Dominanten F und die pizzicato begleitenden Streicher entsteht „eine Episode von dunkler, träumerischer Versonnenheit“.
Eine Detailbetrachtung des Satzes findet sich bei Scott Foglesong.

### Vierter Satz: Finale. Presto
B-Dur, 2/4-Takt, 220 Takte Takte
Der Satz wird strukturell teilweise als Mischung aus einem Rondo und einer Sonatensatzform angesehen. Einem Rondo entspricht die mehrfache Wiederkehr eines Hauptthemas, an die Sonatensatzform erinnern die Zwischenteile, die Material vom Hauptthema teilweise durchführungartig verarbeiten.
- A-Teil (Takt 1–24): Vorstellung des periodisch strukturierten, tänzerischen Rondo-Themas in den Streichern mit solistischem Fagott. Das Thema ist wie das des zweiten Satzes im Schema a-b-a aufgebaut, wobei der a-Teil und der b-a-Teil wiederholt werden. Der a-Teil (das Thema im engeren Sinne) ist wie auch der b-Teil (eine Fortführung des Themas) achttaktig.
- Der B-Teil (Takt 25–69), der von B-Dur zur Dominante F-Dur wechselt, stellt eine lockere Fortführung des Materials vom Rondo-Thema dar: Zwischen dem Wechsel von forte und piano – Passagen klingt das auftaktige Kopfmotiv vom Thema immer wieder durch.
- Von Takt 70 bis 85 wird das Rondo-Thema in derselben Instrumentierung wie am Satzanfang wiederholt (A1-Teil), jedoch nur dessen Elemente a und b.
- Im C-Teil (Takt 86–163) wird das Material vom Thema stärker durchführungsartig verarbeitet als im B-Teil: Neben Molltrübungen und gegenstimmenartigen Einwürfen fallen insbesondere die rhythmischen, teils dissonanten Stockungen auf. Daneben bewirken energische Staccato-Achtelfiguren einen Kontrast zum bisher eher leichten musikalischen Geschehen.
- Beim Wiederaufgreifen des Rondo-Themas (Takt 184–189) ist die Wiederholung des a-Teils, an der sich das ganze Orchester beteiligt, variiert und auf 10 Takte ausgedehnt.
- Haydn beendet den Satz mit einer ausgedehnten Coda (ab Takt 190), in der das auftaktige Kopfmotiv vom Rondothema die Hauptrolle spielt.